# Ворочивское озеро
Ворочи́вское — высокогорное озеро в Украинских Карпатах, в пределах Турье-Реметовской общины Закарпатской области.
Расположено на юго-восток от села Ворочово, на горе Анталовецкая Поляна. Лежит во впадине, на высоте 700 м над уровнем моря. Озеро вулканического происхождения. Состоит из двух водоёмов общей площадью 0,4 га. Водоём круглой формы диаметром до 50 м. Вода очень прозрачная. Питается подземными водами. Озеро окружено лесом, труднодоступно.